# Pristava (gmina Vojnik)
Pristava – wieś w Słowenii, w gminie Vojnik. W 2018 roku liczyła 142 mieszkańców.